# The Legendary Tigerman

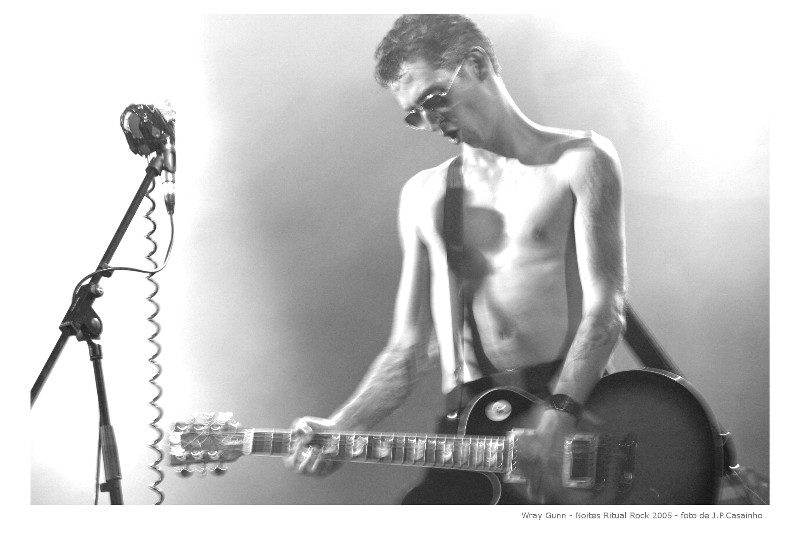
Paulo Furtado, The Legendary Tigerman

The Legendary Tigerman, eigentlich Paulo Furtado (* September 1970 in Portugiesisch-Ostafrika) ist ein portugiesischer Sänger und Musiker.

## Leben
Als Kleinkind kam er mit seinen Eltern aus der damaligen portugiesischen Kolonie Mosambik nach Coimbra, wo er aufwuchs. 1989 gründete er mit Freunden in Coimbra die Psychobilly/Post-Punk-Band Tédio Boys. Nach einigen Touren und Veröffentlichungen in Portugal und den USA, löste sich die Band 2000 auf. Furtado hatte zu dem Zeitpunkt bereits die Soul/Rockband WrayGunn gegründet, deren Aktivitäten sich nun verstärkten. Etwas später begann Furtado, als Ein-Mann-Orchester aufzutreten, unter dem Namen The Legendary Tigerman.
2002 erschien sein Debüt-Album, Naked Blues. Textlich und musikalisch war die Ästhetik des Delta Blues und auch des Kinos prägend, auch beim Artwork und dem Auftreten des Tigermans. So erschien 2004 die Remix-CD In Cold Blood in einem Buch mit Fotos Furtados und verschiedenen Models, die an verschiedene Filmgenres angelehnte Bildinszenierungen zeigten. Sein Album Masquerade von 2006 erschien als CD mit einer Bonus-DVD, auf denen neben Clips verschiedener Regisseure (u. a. Edgar Pêra) auch ein Kurzfilm von ihm selbst zu sehen war. 2007 zeichnete er für die Musik des Films Tebas des Regisseurs Rodrigo Areias verantwortlich, und 2008 hatte er einen Gastauftritt in Werner Schroeters prämiertem Film Nuit de chien („Diese Nacht“).
Nach einer Tour mit Jarvis Cocker erschien das Album Femina 2009 in einer special edition mit einer Bonus-DVD. Darauf waren Clips zu einigen Liedern zu sehen, von Furtado selbst gedreht, dazu ein Clip von Rodrigo Areias, und eine Dokumentation zum Album. Der Albumtitel bezieht sich auf die hier vorherrschende Thematik der Frau und die in dem Zusammenhang eingeladenen Gastsängerinnen, darunter Maria de Medeiros, Peaches, Asia Argento, Rita Redshoes, die Bellrays-Sängerin Lisa Kerkaula und die Nouvelle-Vague-Sängerin Phoebee Killdeer. Das Album erreichte die Top 5 und machte Furtado auch einem breiteren Publikum in Portugal bekannt.
Trotz seiner gestiegenen Bekanntheit in der Öffentlichkeit in Portugal sucht er musikalisch dennoch weiter die Nähe der Underground-Bands, die sich dem Blues, dem Soul und dem Rock ’n’ Roll in eigenen Spielarten widmen, etwa bei gemeinsamen Konzerten mit The Jim Jones Revue und The Bellrays im Pariser Bataclan, oder mit der Dead Combo. In dem Stil gestaltete er auch seine Auftritte auf dem Fuji Rock Festival in Japan und dem Montreal Jazz Festival, und sorgte damit für Aufsehen beim Publikum.
Auch seinen Bezug zum Film pflegte er weiter. So hat er für Rodrigo Areias’ Western Estrada de Palha („Straße aus Stroh“, 2012) mit Rita Redshoes die Musik geschrieben, und beide begleiteten den Film live auf einer Premieren-Tour. Und bei seinen Konzerten zeigt er parallel häufig Clips und Kurzfilme. Es entsteht eine besondere Stimmung, die Kino und Rockkonzert einander annähert. Der Gegensatz von den sporadisch eingebauten, elektronischen Instrumentierungen zum vorherrschenden, archaischen Delta-Blues sind ein zusätzliches Merkmal der Musik Furtados.
Im Frühjahr 2014 veröffentlichte der Legendary Tigerman sein Album True. Es stieg auf Platz eins der portugiesischen Albumcharts ein.

## Diskografie (Auswahl)
- 2002: Naked Blues (CD)
- 2003: Fuck Christmas, I got the blues (CD)
- 2004: In Cold Blood (Bildbuch + Remix-CD)
- 2006: Masquerade (LP + CD/DVD)
- 2009: Tebas – Soundtrack (LP)
- 2009: Femina (LP + CD, Teilauflage mit DVD)
- 2009: Life Ain´t Enough For You (7"-Single)
- 2012: Estrada de Palha Soundtrack (CD)
- 2012: Ghost of Nico 10"EP (mit Hifi Klub, Tribut an Nico)
- 2013: O Fascínora Soundtrack (CD)
- 2014: True (LP + CD, Teilauflage mit DVD)
- 2018: Misfit (LP + 2CD, Teilauflage mit DVD)
- 2023: Zeitgeist[11]